# Erik Malmberg
Erik Malmberg   (Göteborg, 15 de març de 1897 - Göteborg, 9 de maig de 1964) va ser un lluitador suec que va competir durant les dècades de 1920 i 1930. Combinà la lluita lliure i la lluita grecoromana. Era germà del també lluitador Algot Malmberg.
El 1924 va prendre part en els Jocs Olímpics de París, on guanyà la medalla de bronze en la competició del pes lleuger del programa de lluita lliure. Quatre anys més tard, als Jocs d'Amsterdam, va guanyar una nova medalla de plata en la mateixa competició del programa de lluita grecoromana La tercera i darrera participació en uns Jocs Olímpics fou el 1932, a Los Angeles, on va guanyar la medalla d'or en la prova del pes lleuger del programa de lluita grecoromana.
A banda d'aquests èxits, també destaquen una medalla de bronze al Campionat del Món de lluita de 1921 i cinc al Campionat d'Europa de lluita, dues d'or, dues de plata i una de bronze.